# Åke Holmberg (historiker)
Åke Ernst Vilhelm  Holmberg, född den 26 november 1915 i Göteborg, död där den 26 juni 2006, var en svensk historiker.
Holmberg avlade filosofie licentiatexamen vid Göteborgs högskola 1943 och promoverades till filosofie doktor 1946. Han var missionär i Sydafrika 1947–1951 och i Tanganyika 1954–1956. Holmberg var docent i historia vid Uppsala universitet 1952–1954 och vid Göteborgs universitet 1957–1964 samt lektor vid Göteborgs högre samskola 1957–1964. Han var professor i historia, särskilt modern historia vid Göteborgs universitet 1964–1981 (tillförordnad 1963).